# Win Your Love for Me/Love Song From "Houseboat" (Almost In Your Arms)
Win Your Love for Me/Love Song From "Houseboat" (Almost In Your Arms) è un singolo di Sam Cooke, pubblicato in vinile a 45 giri e in gommalacca a 78 giri.

## Il disco
Il brano sul lato A Win Your Love for Me, scritto dal fratello di Sam Cooke; vari artisti hanno in seguito inciso una cover della canzone, tra cui l'autore L.C. Cooke nel 1965, Nick Kamen che l'ha pubblicato come singolo nel 1987, Phil Trigwell nel 2000 e Slickville nel 2011.
Secondo Alex Righi
Il retro  Love Song From "Houseboat" (Almost In Your Arms) è tratto dalla colonna sonora del film Houseboat di Melville Shavelson, in Italia uscito con il titolo Un marito per Cinzia, e venne candidata al Premio Oscar per la miglior canzone originale l'anno successivo.
In Italia il disco venne pubblicato dalla Jolly con i due lati invertiti

## Tracce
LATO A
1. Win Your Love for Me – 2:01 (L.C. Cooke; edizioni musicali Hermosa Music)

LATO B
1. Love Song From "Houseboat" (Almost In Your Arms) – 2:26 (testo: Ray Evans – musica: Jay Livingston; edizioni musicali Fanous Music)